# Michel Gaudin (Physiker)
Michel Gaudin (* 2. Dezember 1931 in Paris; † 4. August 2023 in Bures-sur-Yvette) war ein französischer Physiker.
Nach einer Ausbildung zum Brückeningenieur kam Gaudin 1956 an das Atomforschungsinstitut CEA in Saclay, um an Neutronenexperimenten zu arbeiten. Zwei Jahre später schloss er sich der dortigen theoretischen Arbeitsgruppe von Claude Bloch an, der er für den Rest seiner Laufbahn angehörte. Gaudin beschäftigt sich unter anderem mit der quantenmechanischen Beschreibung von Vielteilchensystemen, insbesondere Spinsystemen. Nach ihm ist das Gaudin-Modell benannt, in dem ein zentraler Spin an viele ihn umgebende Spins koppelt.
Mit M. L. Mehta schrieb er 1960 einige Pionierarbeiten über Zufallsmatrizen.
Gaudin war Träger des Preises der Fondation Saintour, der seit 1889 alle zwei Jahre vom Collège de France verliehen wird. Für 2019 wurde ihm der Dannie-Heineman-Preis für mathematische Physik der American Physical Society zugesprochen.
Er starb am 4. August 2023 im Alter von 91 Jahren in Bures-sur-Yvette.

## Publikationen
- M. Gaudin, Modèles exactement résolus, EDP Sciences (1996) ISBN 2-86883-264-4.
- M. Gaudin, La fonction d'onde de Bethe, Masson, Paris (1983) ISBN 2-225-79607-6.